# Pedro Brazão
Manoel Inácio Brazão (Rio de Janeiro, 16 de março de 1961), mais conhecido como Pedro Brazão, é um empresário e político brasileiro, filiado ao União Brasil (UNIÃO). É irmão mais velho dos também políticos Chiquinho Brazão e Domingos Brazão.
Em 2018, foi candidato a deputado estadual do Rio de Janeiro pelo PR e foi eleito com 26.846 votos. Foi reeleito pelo União Brasil em 2022 com 59.971 votos.
Em fevereiro de 2024, votou a favor da manutenção do mandato da deputada Lucinha, que havia sido afastada do cargo pelo Tribunal de Justiça do estado, acusada de possuir ligações com milicianos.

## Desempenho eleitoral
| Ano  | Eleição                     | Partido | Candidato a       | Votos  | %     | Resultado | Ref   |
| ---- | --------------------------- | ------- | ----------------- | ------ | ----- | --------- | ----- |
| 2018 | Estaduais no Rio de Janeiro | PR      | Deputado estadual | 26.846 | 0,35% | Eleito    | [ 1 ] |
| 2022 | Estaduais no Rio de Janeiro | UNIÃO   | Deputado estadual | 59.971 | 0,69% | Eleito    | [ 2 ] |